# Usenia Naulu
Usenia Naulu es una deportista fiyiana que compitió en judo. Ganó una medalla de bronce en el Campeonato de Oceanía de Judo de 2003, en la categoría abierta.

## Palmarés internacional
| Campeonato de Oceanía | Campeonato de Oceanía | Campeonato de Oceanía | Campeonato de Oceanía |
| Año                   | Lugar                 | Medalla               | Categoría             |
| --------------------- | --------------------- | --------------------- | --------------------- |
| 2003                  | Suva (Fiyi)           | Medalla de bronce     | Abierta               |